# Liste des genres d'amphibiens préhistoriques
Cette liste des genres d'amphibiens préhistoriques est une liste qui se veut complète de tous les genres d'amphibiens fossiles recensés à ce jour, sous leur dénomination scientifique. La liste comprend tous les genres communément acceptés, mais aussi les genres considérés comme invalides, douteux (nomen dubium), ou qui n'ont pas été officiellement publiés (nomen nudum), ainsi que des synonymes plus récents de noms plus établis et des genres qui ne sont plus considérés comme amphibiens. Les genres actuels sont exclus de cette liste. La liste comprend actuellement 453 noms.
- Haut – A
- B
- C
- D
- E
- F
- G
- H
- I
- J
- K
- L
- M
- N
- O
- P
- Q
- R
- S
- T
- U
- V
- W
- X
- Y
- Z

## Conventions de dénomination et de terminologie
Les conventions de dénomination et de terminologie suivent le Code International de Nomenclature Zoologique (CINZ). Les termes techniques utilisés incluent : 
- Synonyme junior : Un nom qui décrit le même taxon qu'un nom précédemment publié. Si deux genres ou plus sont formellement désignés et que les spécimens types sont ensuite attribués au même genre, le premier à être publié (dans l'ordre chronologique) est le synonyme senior, et toutes les autres instances sont des synonymes juniors. Les synonymes seniors sont généralement utilisés, sauf décision spéciale du CINZ, mais les synonymes juniors ne peuvent plus être utilisés, même s'ils sont obsolètes. La synonymie junior est souvent subjective, à moins que les genres décrits soient tous deux basés sur le même spécimen type.
- Nomen nudum ("Nom dénudé" en latin): Un nom qui est apparu dans la presse mais qui n'a pas encore été officiellement publié selon les normes du CINZ. Les nomina nuda (la forme plurielle) ne sont pas valides et ne sont donc pas en italique comme le serait un nom générique propre. Si le nom est ensuite officiellement publié, ce nom n'est plus un nomen nudum et sera en italique sur cette liste. Souvent, le nom officiellement publié diffère de tous les nomina nuda décrivant le même spécimen.
- Nomen oblitum ("Nom oublié" en latin) : Un nom qui n'a pas été utilisé dans la communauté scientifique depuis plus de cinquante ans après sa proposition initiale.
- Nom préutilisé : Un nom officiellement publié, mais qui a déjà été utilisé pour un autre taxon. Cette deuxième utilisation est invalide (comme toutes les utilisations ultérieures) et le nom doit être remplacé. Comme les noms préoccupés ne sont pas des noms génériques valides, ils seront également non traduits sur cette liste.
- Nomen dubium ("Nom douteux" en latin): Un nom décrivant un fossile sans caractéristiques diagnostiques uniques. Comme il peut s'agir d'une désignation extrêmement subjective et controversée, ce terme n'est pas utilisé dans cette liste.

## A

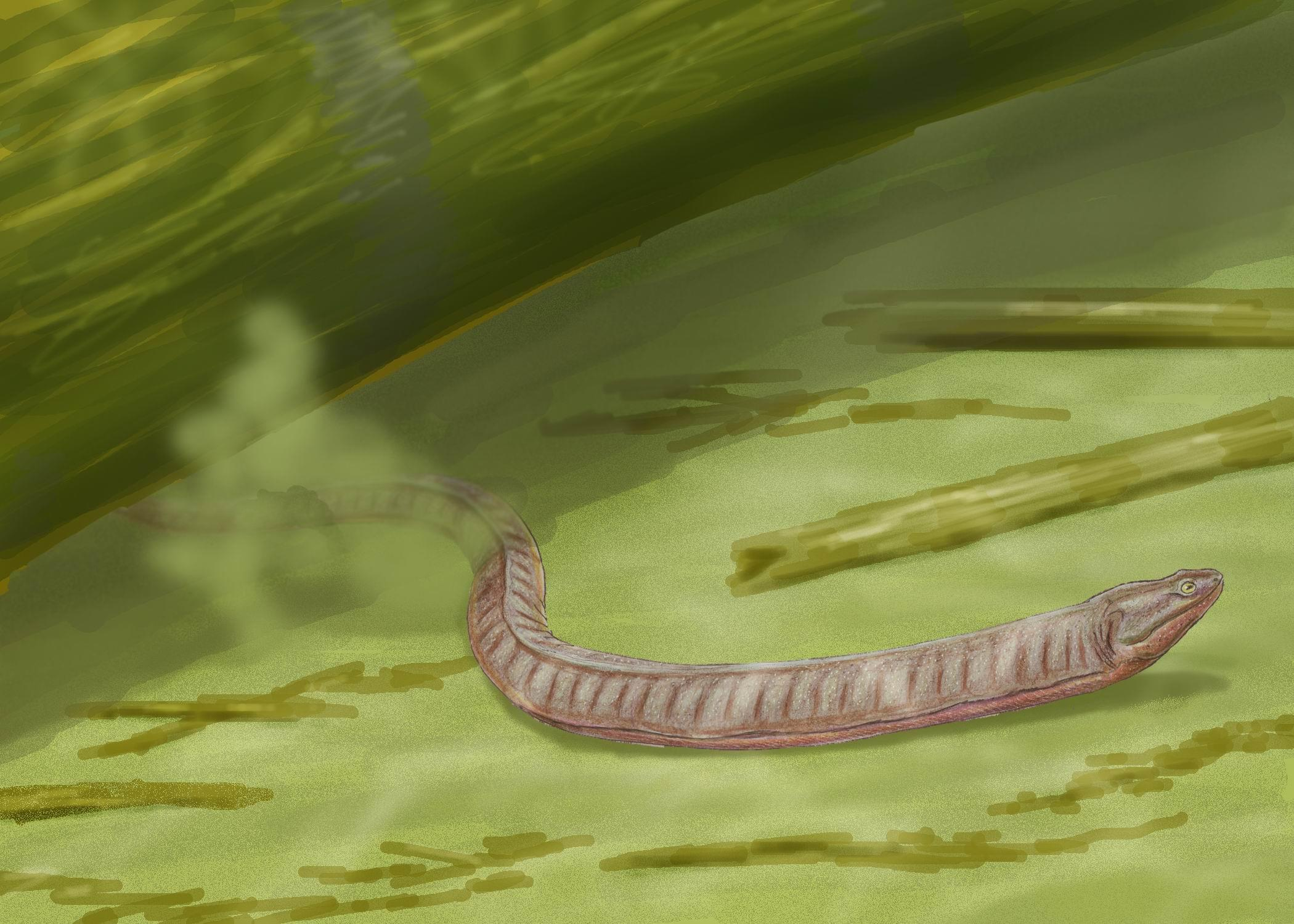
Adelospondylus

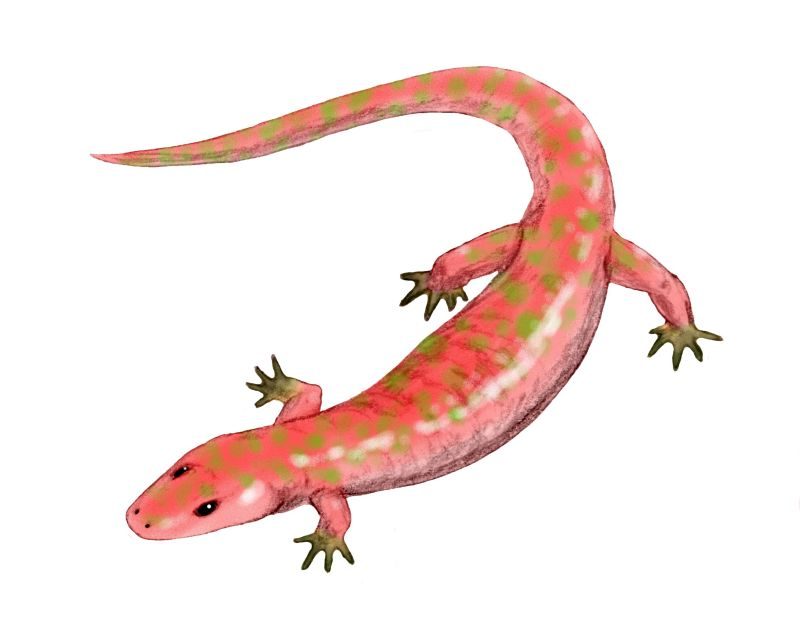
Albanerpeton

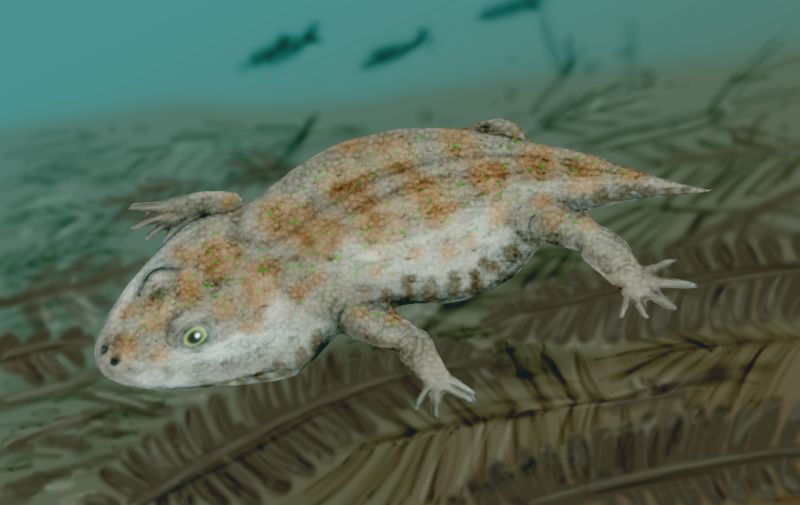
Amphibamus

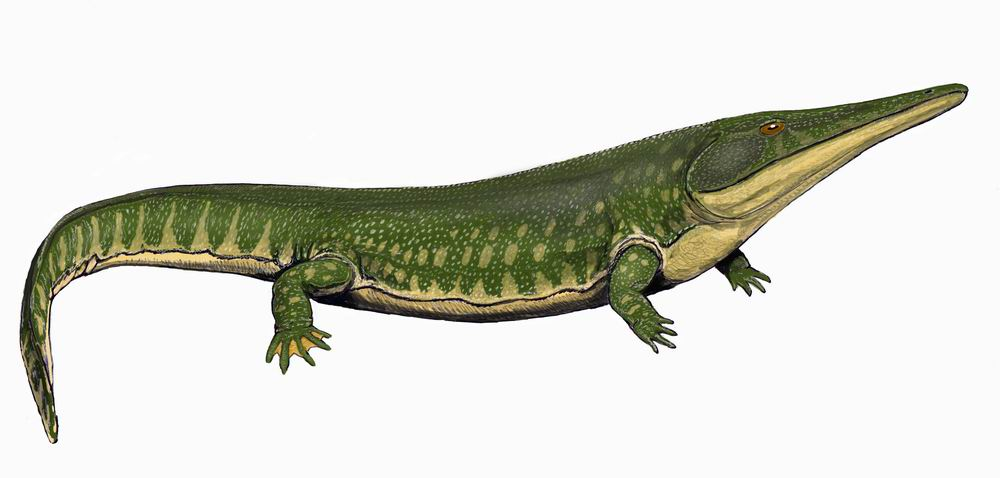
Archegosaurus

- Abiadisaurus
- Acanthostega
- Acerastia
- Acherontiscus
- Acroplous
- Actiobates
- Actinodon
- Adamanterpeton
- Adelogyrinus
- Adelospondylus
- Albanerpeton
- Albionbatrachus
- Alegeinosaurus[note 1]
- Almasaurus
- Altanulia
- Amphibamus
- Amphiuma
- Anaschisma
- Anconastes
- Andrias
- Angusaurus
- Anoualerpeton
- Antarctosuchus
- Apachesaurus
- Apateon
- Aphaneramma
- Apodops
- Apricosiren
- Aralobatrachus
- Arcadia
- Archaeotriton
- Archegosaurus
- Archotosaurus
- Arganasaurus
- Arizonerpeton
- Arkanserpeton
- Asaphestera
- Aspidosaurus
- Astreptorhachis
- Australerpeton
- Austrobrachyops
- Austropelor
- Avitabatrachus

## B

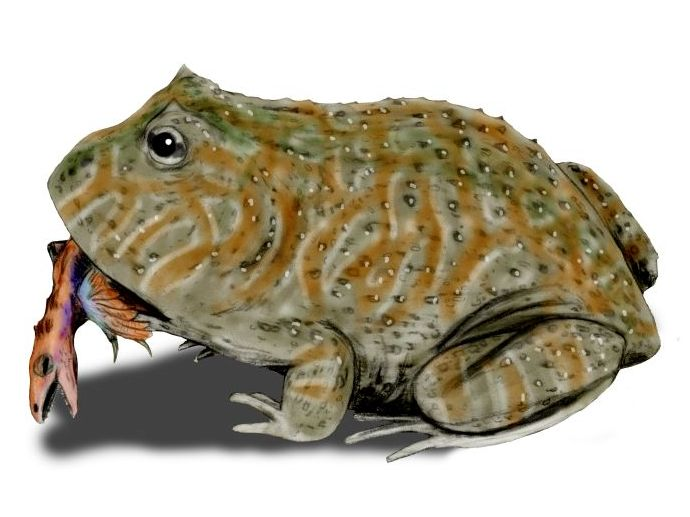
Beelzebufo

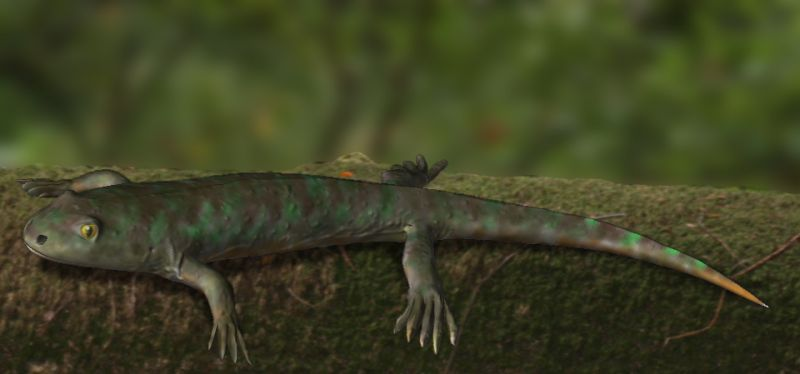
Balanerpeton

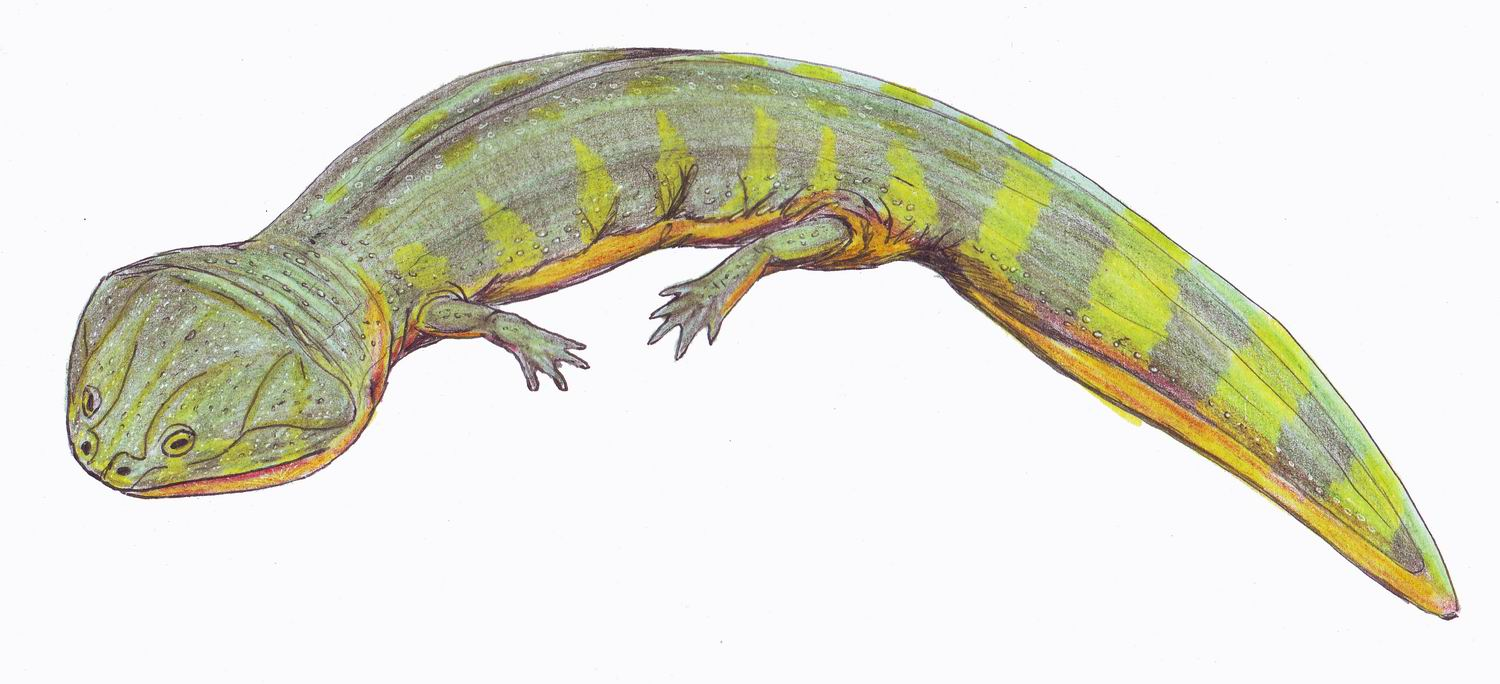
Batrachosuchus

- Balanerpeton
- Banksiops
- Baranophrys
- Bashkirosaurus
- Batrachiderpeton
- Batrachosauroides
- Batrachosaurus
- Batrachosuchoides
- Batrachosuchus
- Batropetes
- Baurubatrachus
- Beelzebufo
- Benthosuchus
- Benthosphenus
- Blinasaurus
- Boii
- Boreopelta
- Bothriceps
- Brachycormus
- Brachydectes
- Brachyops
- Brachystelechus
- Branchierpeton
- Branchiosaurus
- Brevidorsum
- Broiliellus
- Broomistega
- Broomulus
- Bulgosuchus
- Bukobaja

## C

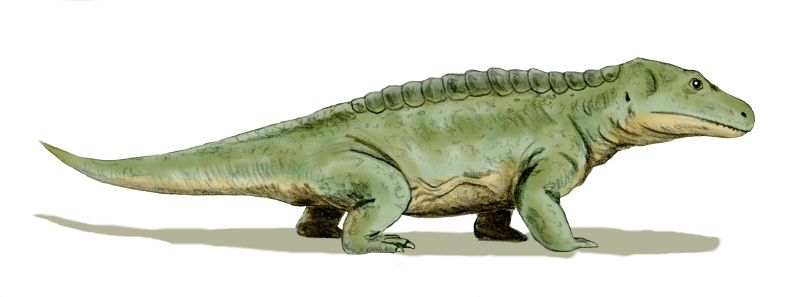
Cacops

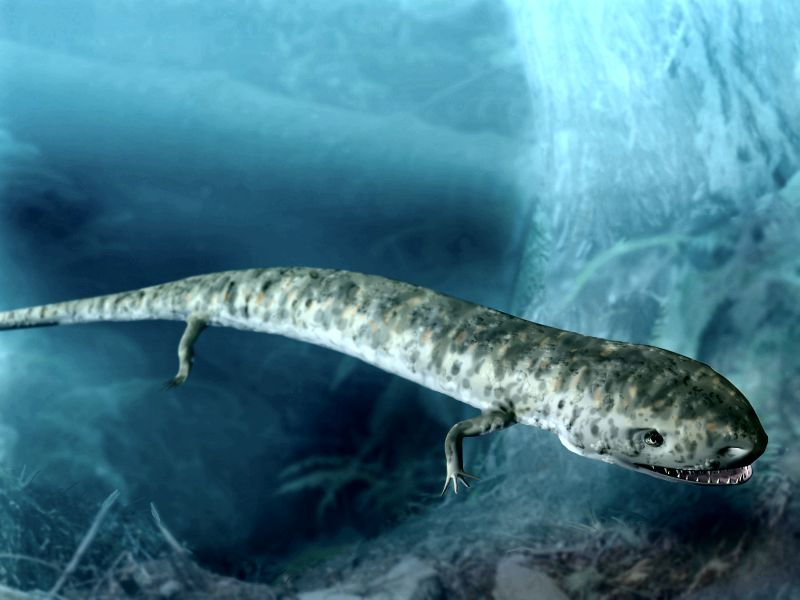
Cardiocephalus

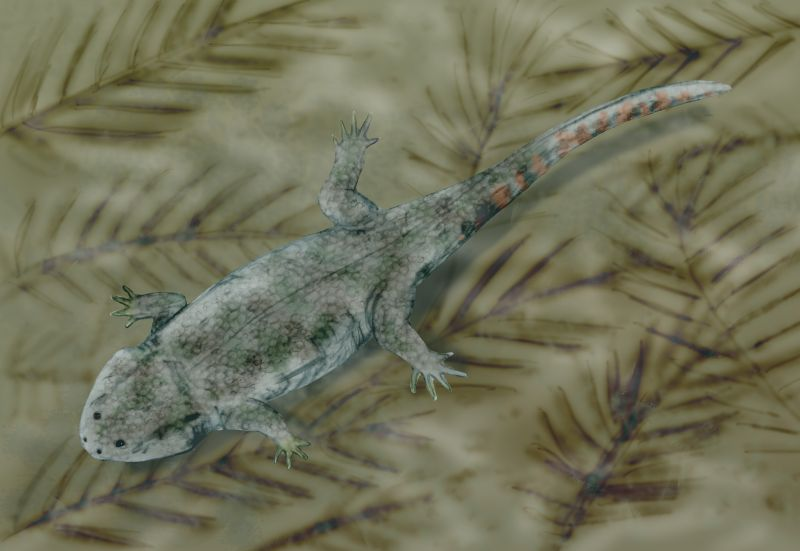
Compsocerops

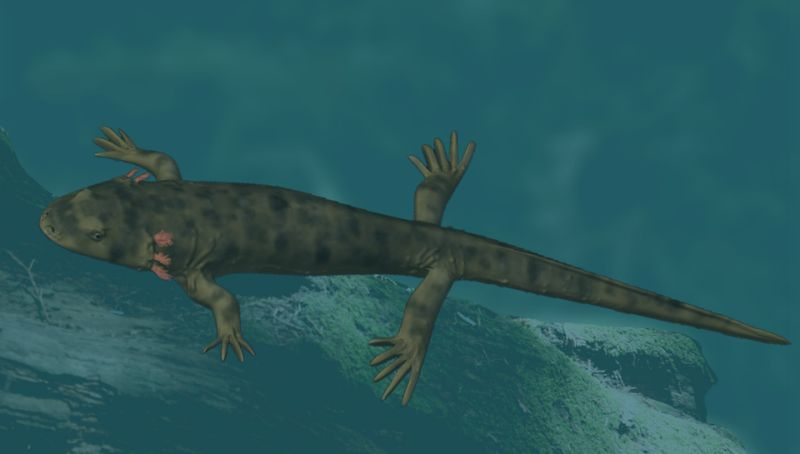
Chunerpeton

- Cacops
- Calamops
- Callobatrachus
- Capetus
- Capitosaurus
- Cardiocephalus
- Carrolla
- Celtedens
- Chelomophrynus
- Chelotriton
- Cheliderpeton
- Chenoprosopus
- Cherninia
- Chomatobatrachus
- Chunerpeton
- Clamorosaurus
- Cochlyosaurus
- Cocytinus
- Collidosuchus
- Coloraderpeton
- Colosteus
- Comonecturoides
- Compsocerops
- Cosgriffius
- Conjunctio
- Crassigyrinus
- Cretasalia
- Crinodon
- Crossotelos
- Cryobatrachus
- Cryptobranchus
- Ctenerpeton
- Cyclotosaurus
- Czatkobatrachus

## D

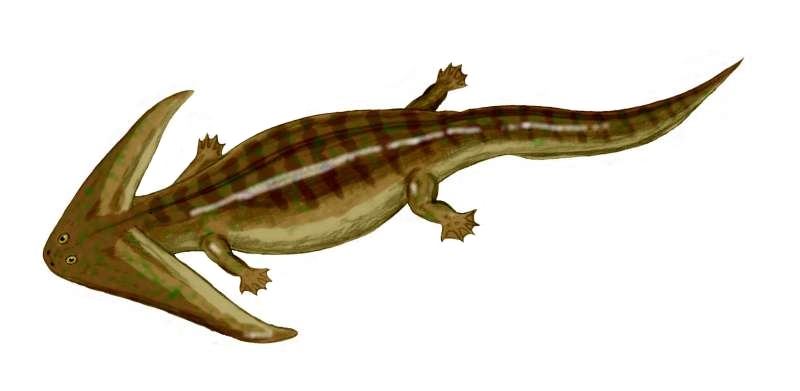
Diplocaulus

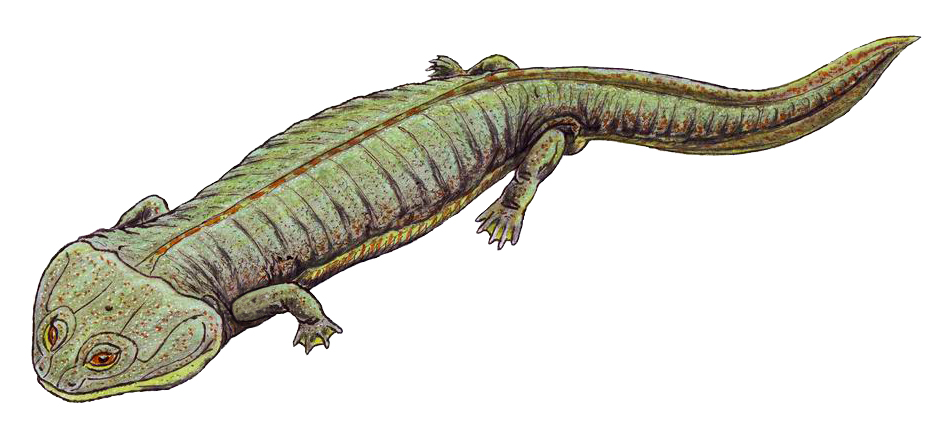
Dvinosaurus

- Dasyceps
- Deltaherpeton
- Deltacephalus
- Deltasaurus
- Dendrepeton
- Densignathus
- Derwentia
- Diadectes
- Diadetognathus
- Diceratosaurus
- Dictyocephalus
- Diplocaulus
- Diploceraspis
- Dissorophus
- Dolichopareias
- Dolichosoma
- Doleserpeton
- Doragnathus
- Ductilodon
- Dutuitosaurus
- Dvinosaurus

## E

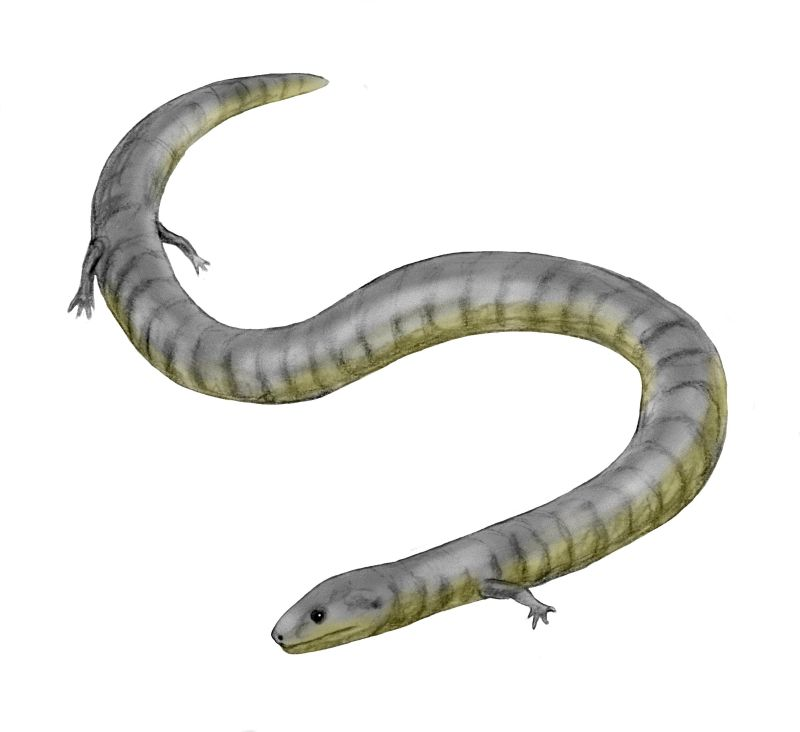
Eocaecilia

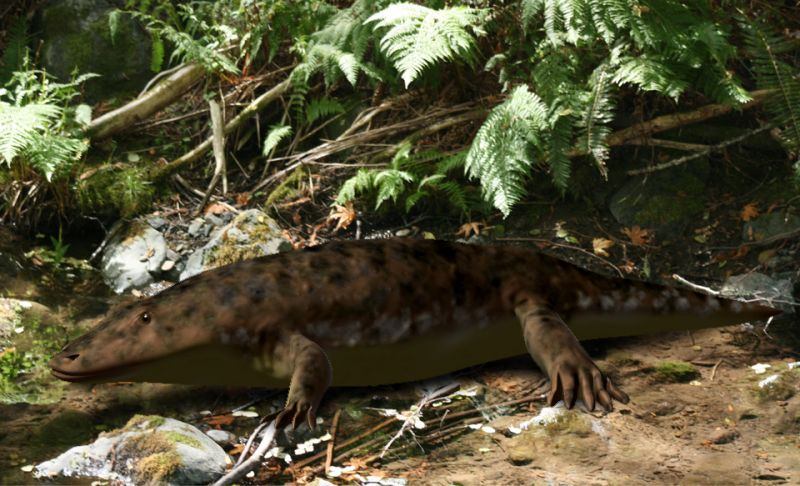
Eryops

- Ecolsonia
- Elfridia
- Elginerpeton
- Embolomeri
- Enneabatrachus
- Eocaecilia
- Eocyclotosaurus
- Eodiscoglossus
- Eogyrinus
- Eopelobates
- Eorhinophrynus
- Eoscapherpeton
- Eoscopus
- Eoxenopoides
- Erpetocephalus
- Erpetosaurus
- Eryops
- Eryosuchus
- Erythrobatrachus
- Estesina
- Eugyrinus
- Eupelor
- Euryodus
- Eyrosuchus

## F
- Fayella
- Fedexia
- Ferganobatrachus

## G

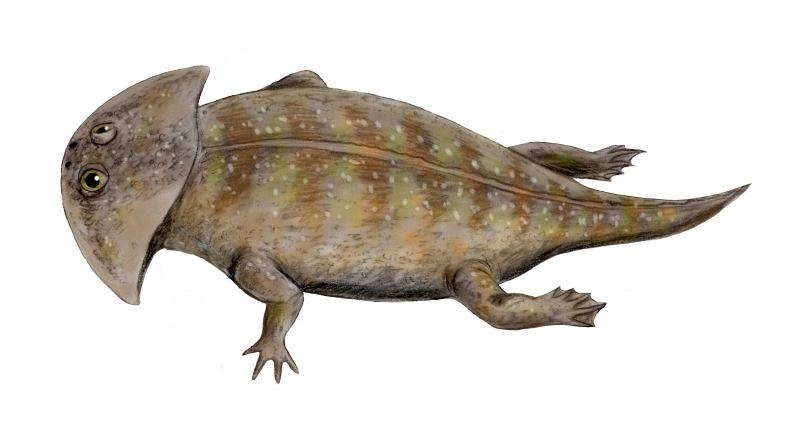
Gerrothorax

- Galverpeton
- Gaudrya
- Georgenthalia
- Gephyrostegus
- Gerobatrachus
- Gerrothorax
- Gobiates
- Gobiatoides
- Gobiops
- Gonioglyptus
- Greererpeton

## H
- Habrosaurus
- Hadrokkosaurus
- Hapsidopareion
- Hatzegobatrachus
- Hemprichisaurus
- Heptasaurus
- Horezmia
- Hylaeobatrachus
- Hynerpeton
- Hyperkynodon

## I
- Icanosaurus
- Ichthyostega
- Indobenthosuchus
- Indobrachyops
- Indolyrocephalus
- Inflectosaurus
- Inflectosuchus
- Intasuchus
- Iratusaurus
- Iridotriton
- Isodectes
- Itemirella

## J
- Jammerbergia
- Jakubsonia
- Jeholotriton

## K

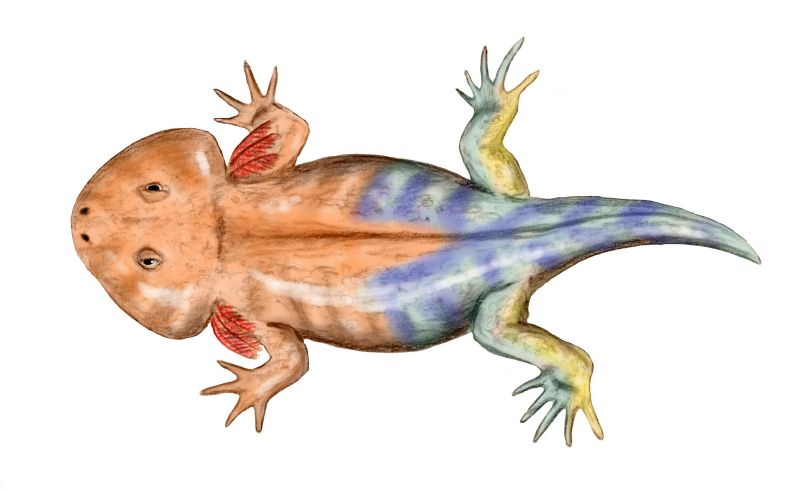
Karaurus

- Kamacops
- Karaurus
- Keraterpeton
- Keratobrachyops
- Kestrosaurus
- Kizylkuma
- Koalliella
- Kokartus
- Komatosuchus
- Konzukovia
- Koolasuchus
- Koskinonodon
- Kourerpeton
- Kryostega
- Kuttycephalus

## L

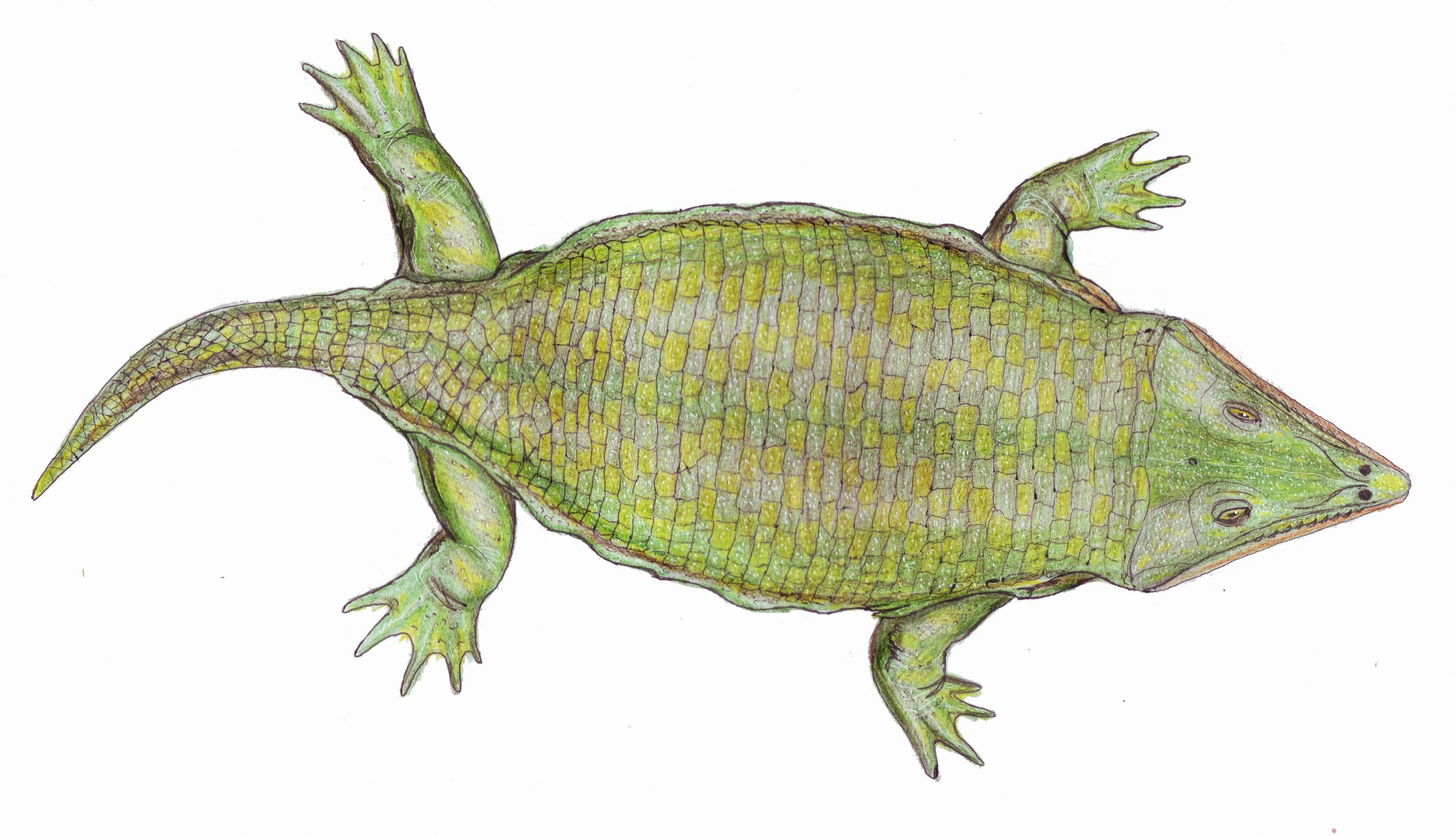
Laidleria

- Labyrinthodontia
- Laccocephalus
- Laccosaurus
- Laccotriton
- Lafonius
- Laidleria
- Lapillopsis
- Latiscopus
- Latonia
- Leiocephalikon
- Lepterpeton
- Lethiscus
- Liaobatrachus
- Liaoxitriton
- Limnerpeton
- Limnoiketes
- Limnogyrinus
- Lisserpeton
- Lithobatrachus
- Llankibatrachus
- Llistrofus
- Longiscitula
- Loxomma
- Luzocephalus
- Lydekkerina
- Lyrocephaliscus
- Lysorophus

## M

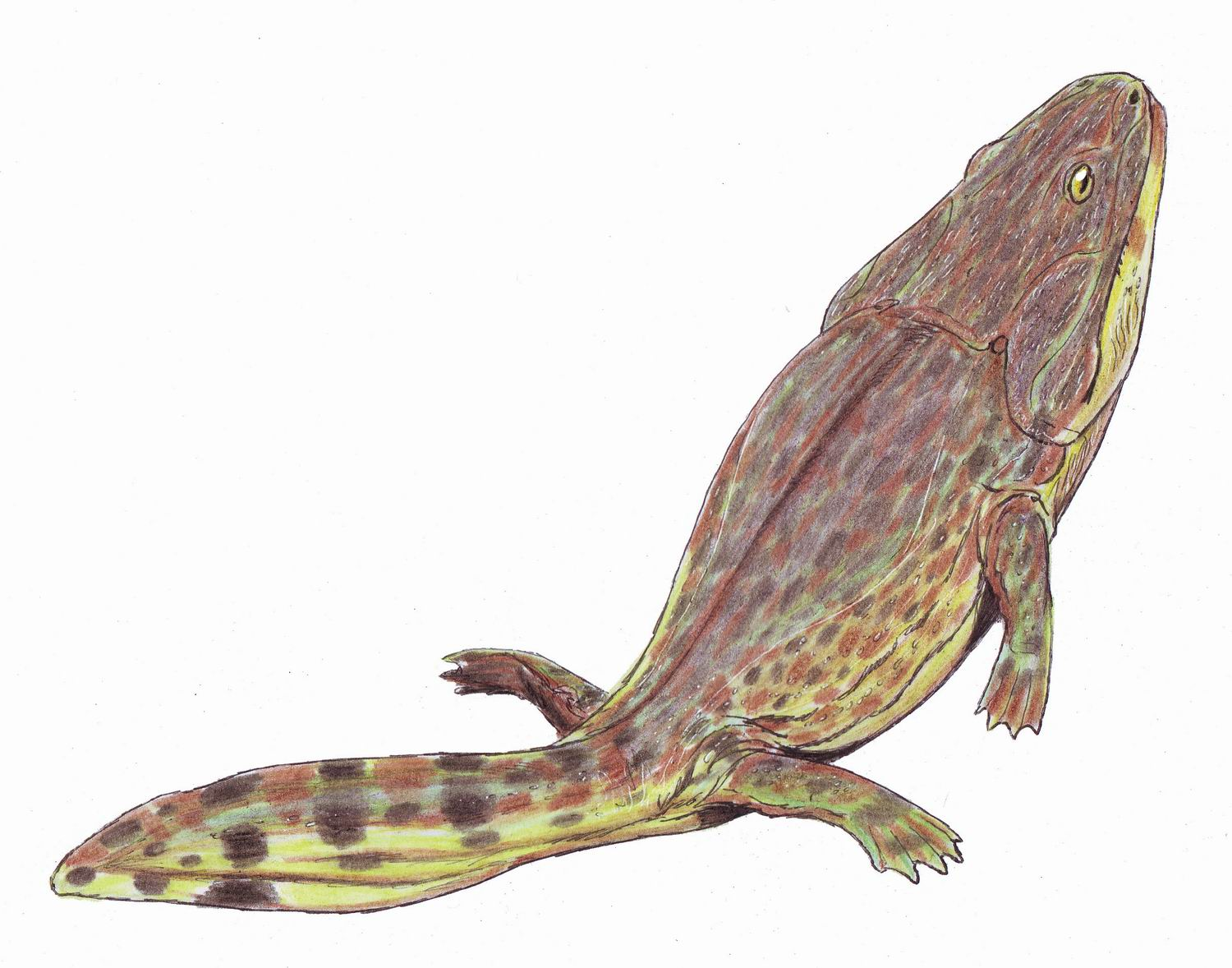
Metoposaurus

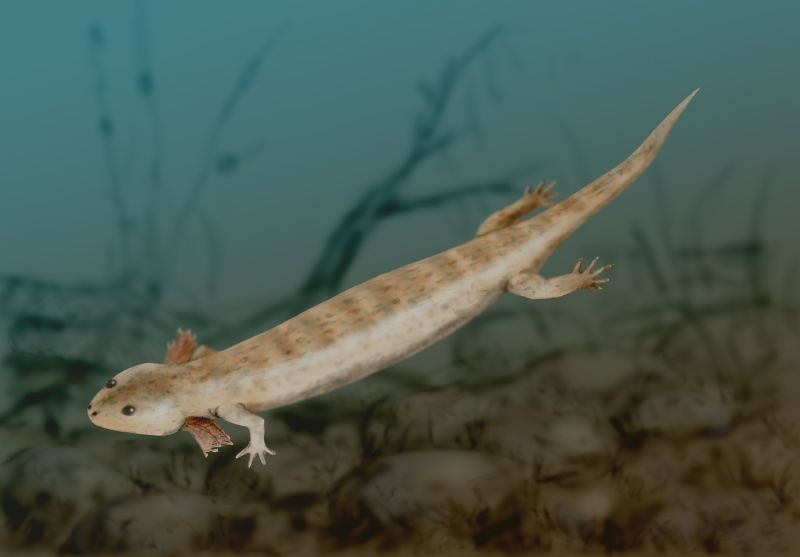
Microbrachis

- Macrerpeton
- Macropelobates
- Mactrerpeton
- Mahavisaurus
- Manubrantlia
- Marmorerpeton
- Mastodonsaurus
- Mastodontosaurus
- Megamolgophis
- Megalotriton
- Megamolgophis
- Melanerpeton
- Melanopelta
- Melosaurus
- Mentosaurus
- Mesophryne
- Metaxygnathus
- Metoposaurus
- Micraroter
- Microbrachis
- Micromelerpeton
- Micropholis
- Microposaurus
- Miopelobates
- Miopelodytes
- Mioproteus
- Molgophis
- Monsechobatrachus
- Montcellia
- Mordex
- Muchocephalus
- Mynbulakia

## N
- Nannaroter
- Nannospongylus
- Nanolania
- Neldasaurus
- Neobatrachus
- Neusibatrachus
- Nezpercius
- Nigerpeton
- Notobatrachus
- Notobrachiops

## O

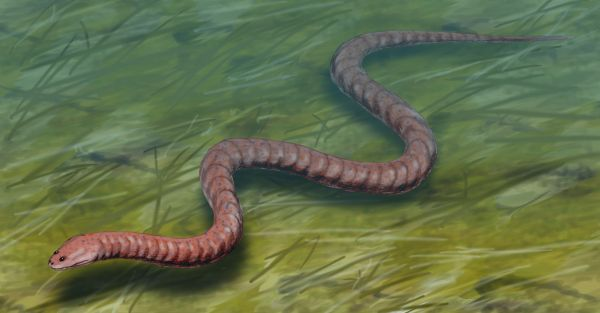
Ophiderpeton

- Odenwaldia
- Odonterpeton
- Odontosaurus
- Oestocephalus
- Oligosemia
- Onchiodon
- Ophiderpeton
- Opisthotriton
- Obruchevichthys
- Orthophyia
- Ossinodus
- Osteophorus
- Ostodolepis

## P

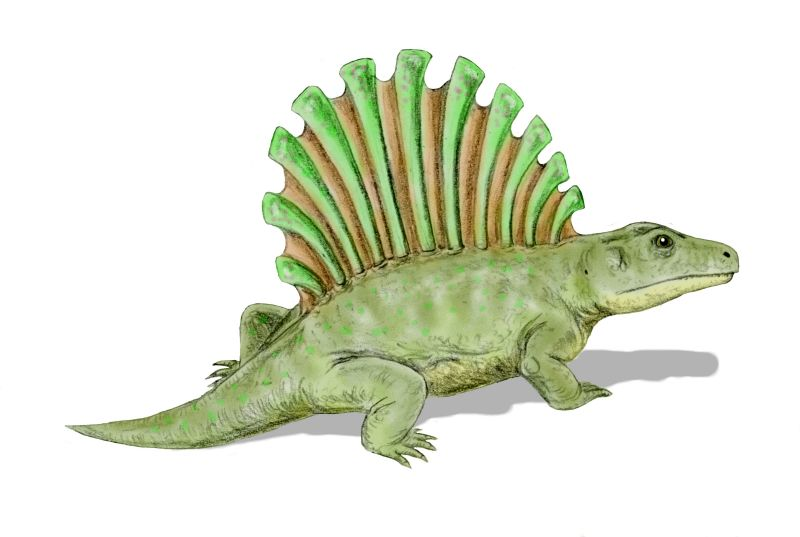
Platyhystrix

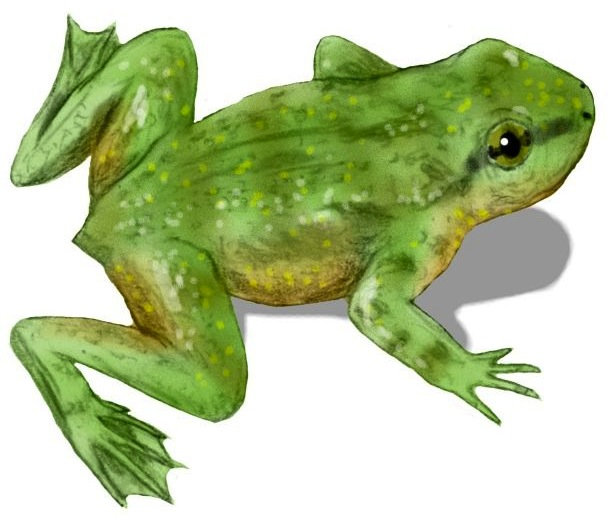
Prosalirus

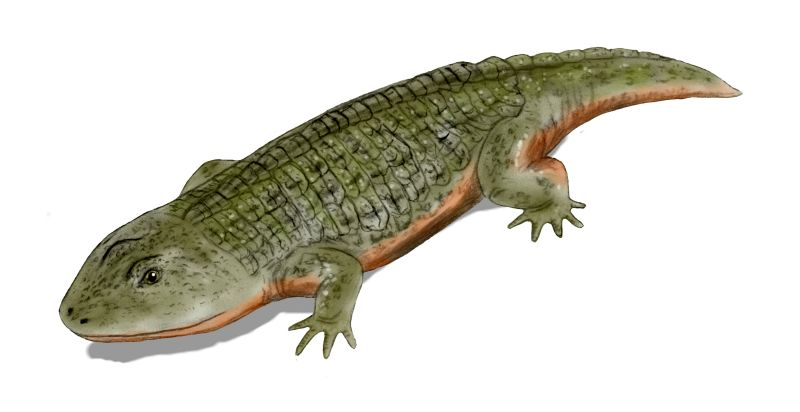
Peltobatrachus

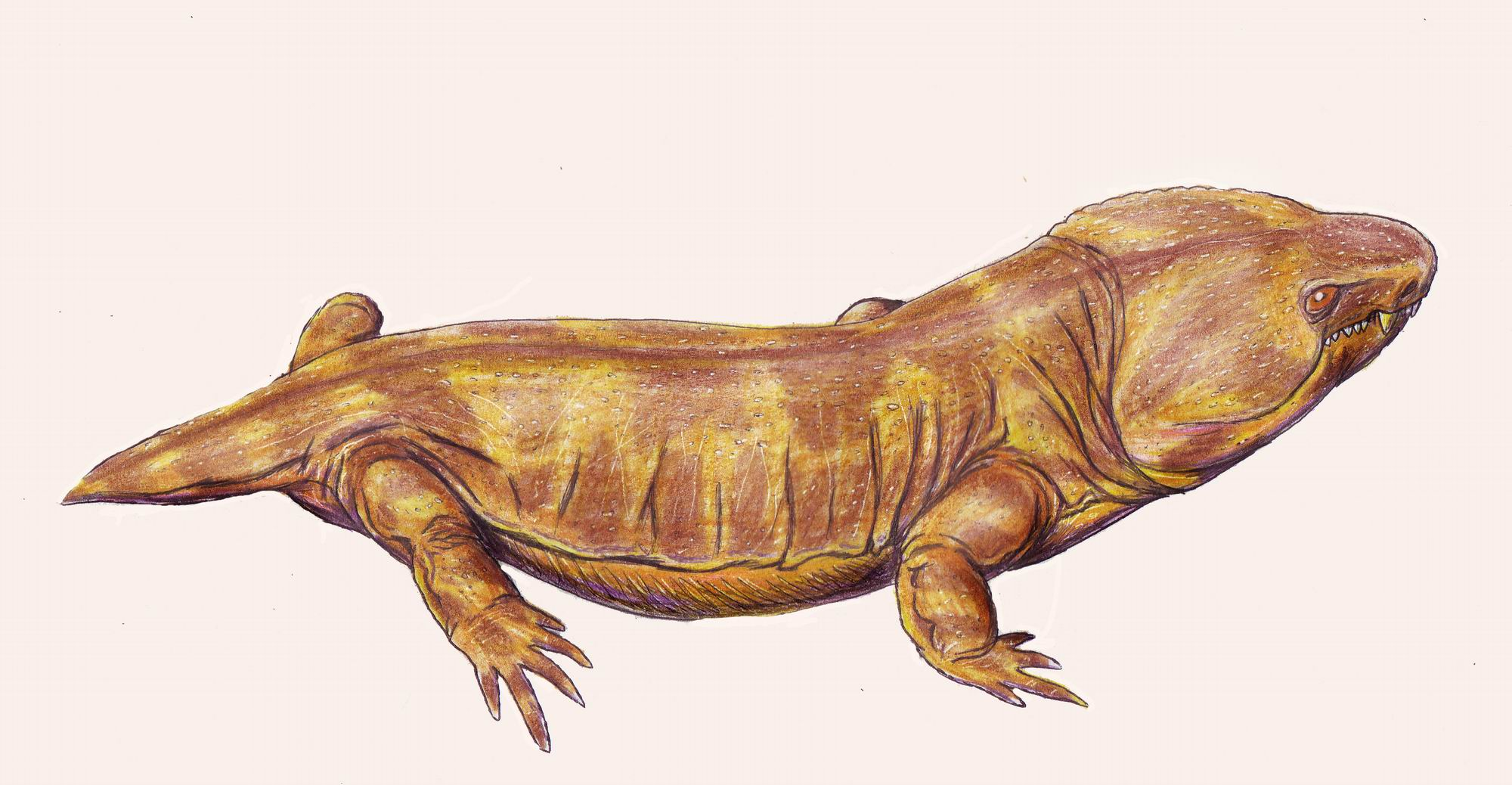
Pantylus

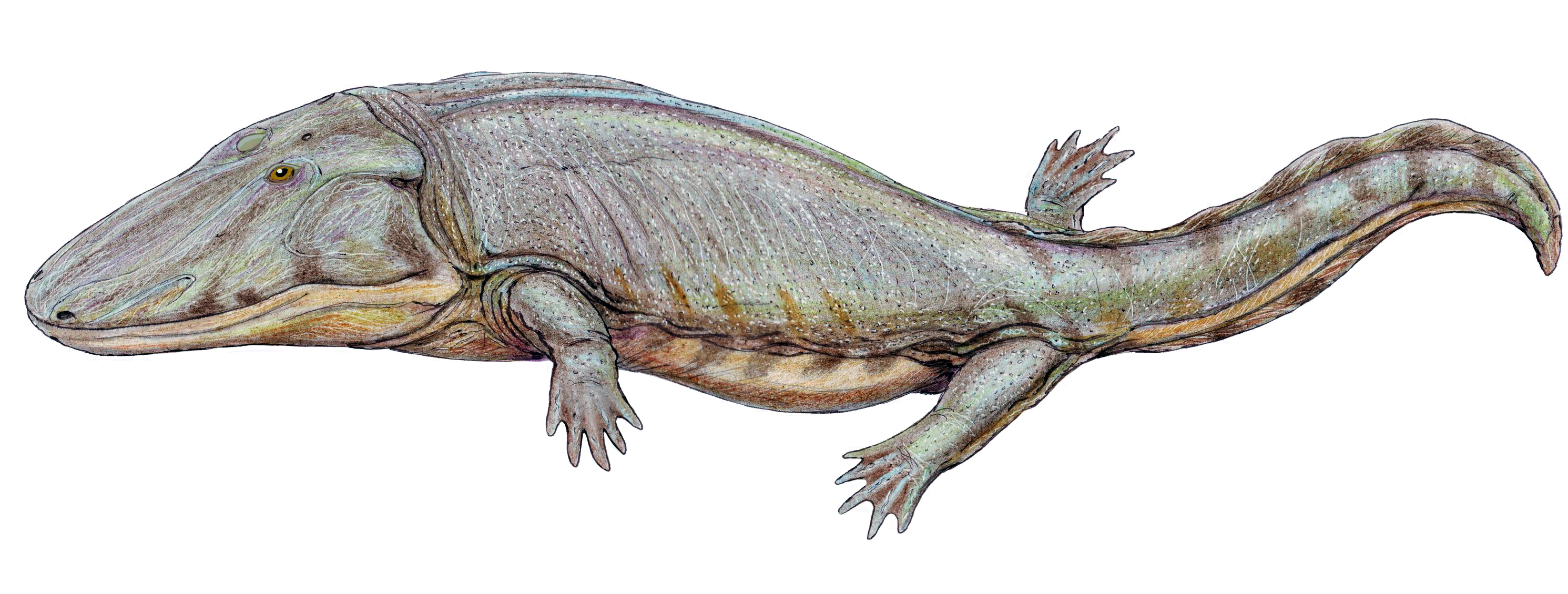
Paracyclotosaurus

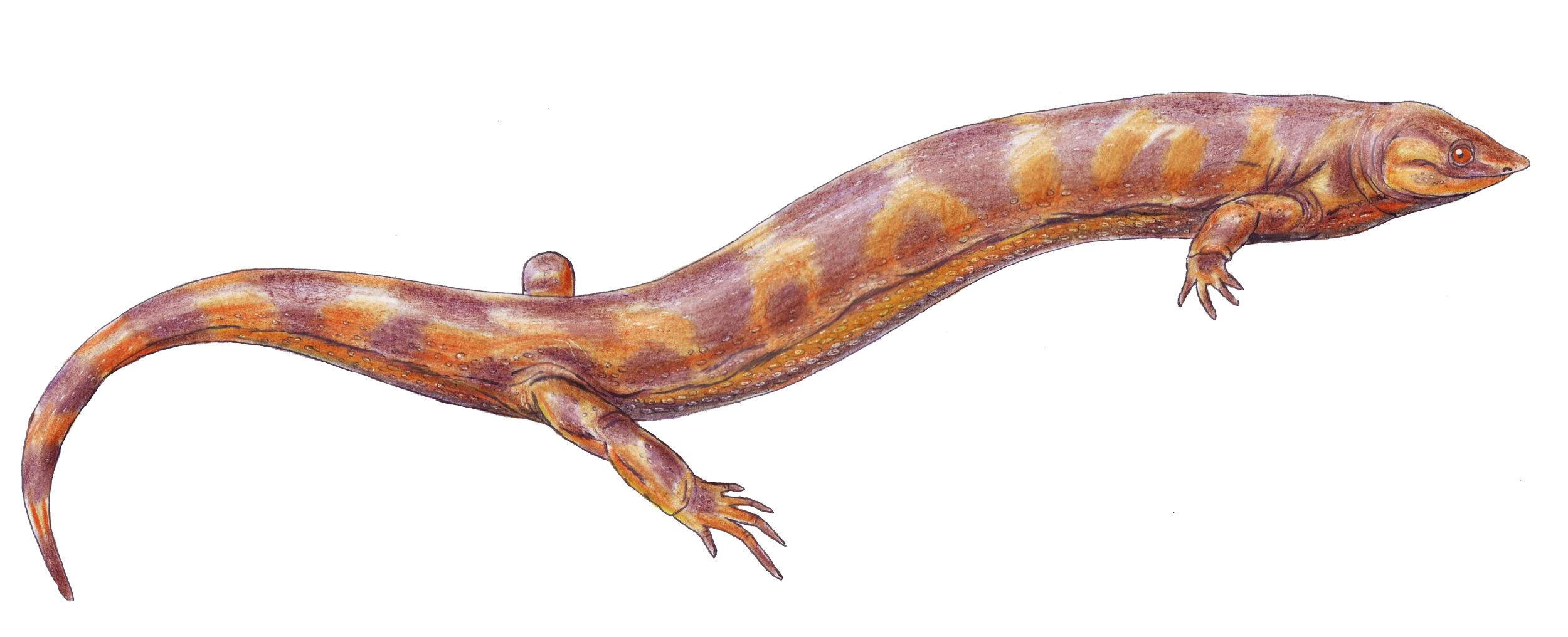
Pelodosotis

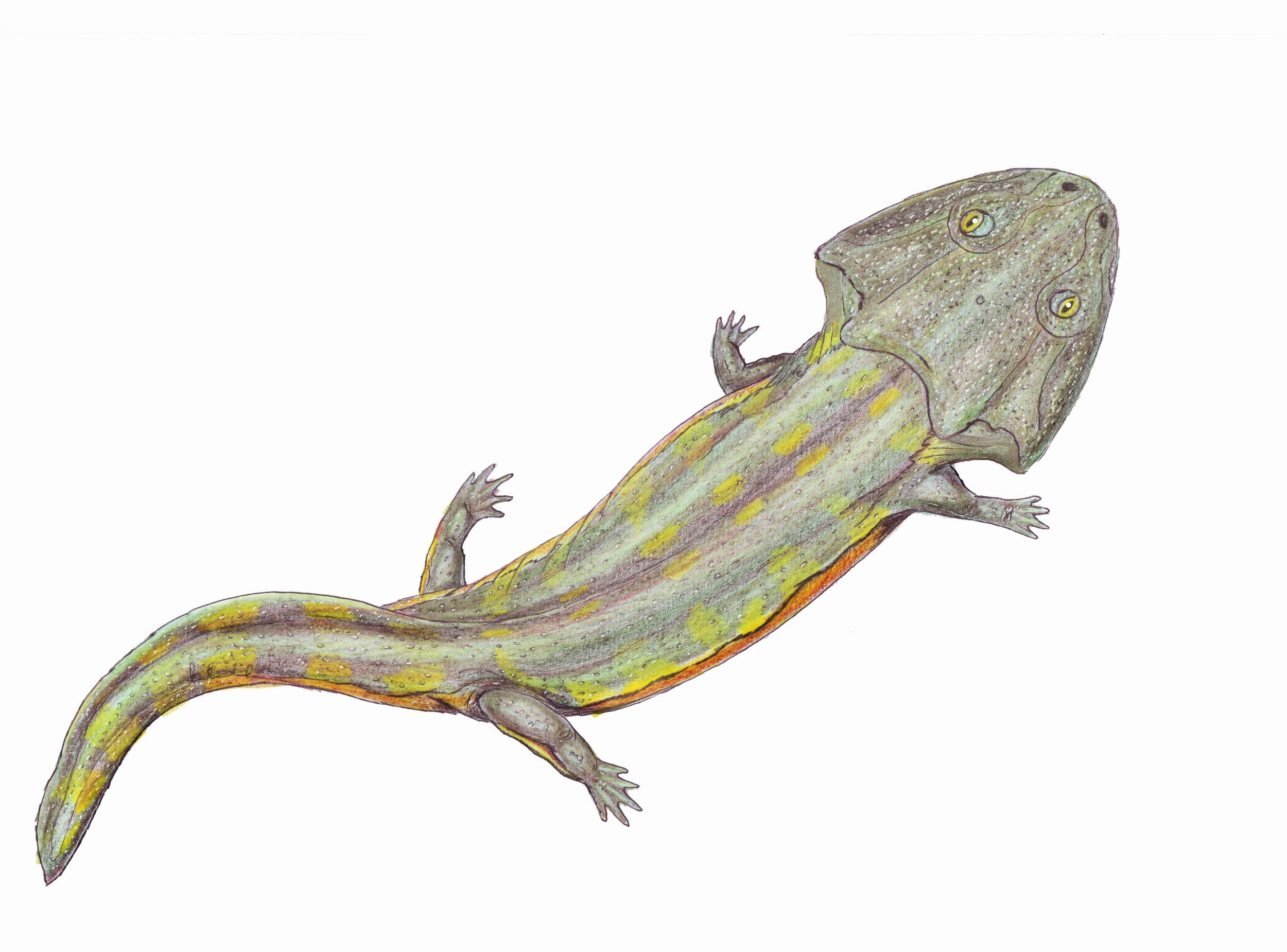
Pelorocephalus

- Pachycentrata
- Pachygonia
- Palaeobatrachus
- Palaeomolgophis
- Palaeoplethodon
- Palaeopleurodeles
- Palaeoproteus
- Paleoamphiuma
- Panchetosaurus
- Pangerpeton
- Pantylus
- Paracyclotosaurus
- Paradiscoglossus
- Paralatonia
- Pariotichus
- Parioxes
- Parotosuchus
- Parrisia
- Pasawioops
- Pederpes
- Pelodosotis
- Pelorocephalus
- Pelophilus
- Peltobatrachus
- Peltostega
- Peratosauroides
- Peronedon
- Phlegethontia
- Pholiderpeton
- Pholidogaster
- Phonerpeton
- Piceoerpeton
- Plagiobatrachus
- Plagiorophus
- Plagiosaurus
- Plagioscutum
- Plagiosternum
- Plagiosuchus
- Platycepsion
- Platyhystrix
- Platyoposaurus
- Platyrhinops
- Platystega
- Plemmyradytes
- Pleuroptyx
- Pliobatrachus
- Pneumatostega
- Prionosuchus
- Proamphiuma
- Procerobatrachus
- Procochleosaurus
- Procynops
- Prodesmodon
- Prodiscoglossus
- Promastodonsaurus
- Propelodytes
- Prosalirus
- Prosiren
- Proterogyrinus
- Prothoosuchus
- Pseudophlegethontia
- Ptychosphenodon
- Ptyonius
- Putterillia

## Q
- Quasicaecilia
- Quasicyclotosaurus

## R

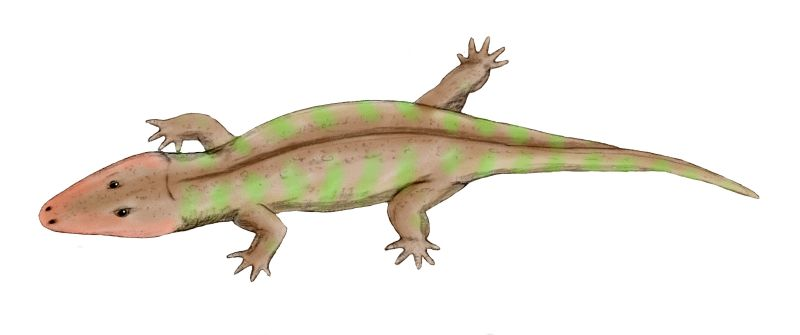
Rhinesuchus

- Rileymillerus
- Rewana
- Rhadalognathus
- Rhadinosteus
- Rhineceps
- Rhinesuchoides
- Rhinesuchus
- Rhinophrynus
- Rhynchonkos
- Rhytidosteus
- Ricnodon
- Rotaurisaurus
- Rubricacaecilia

## S

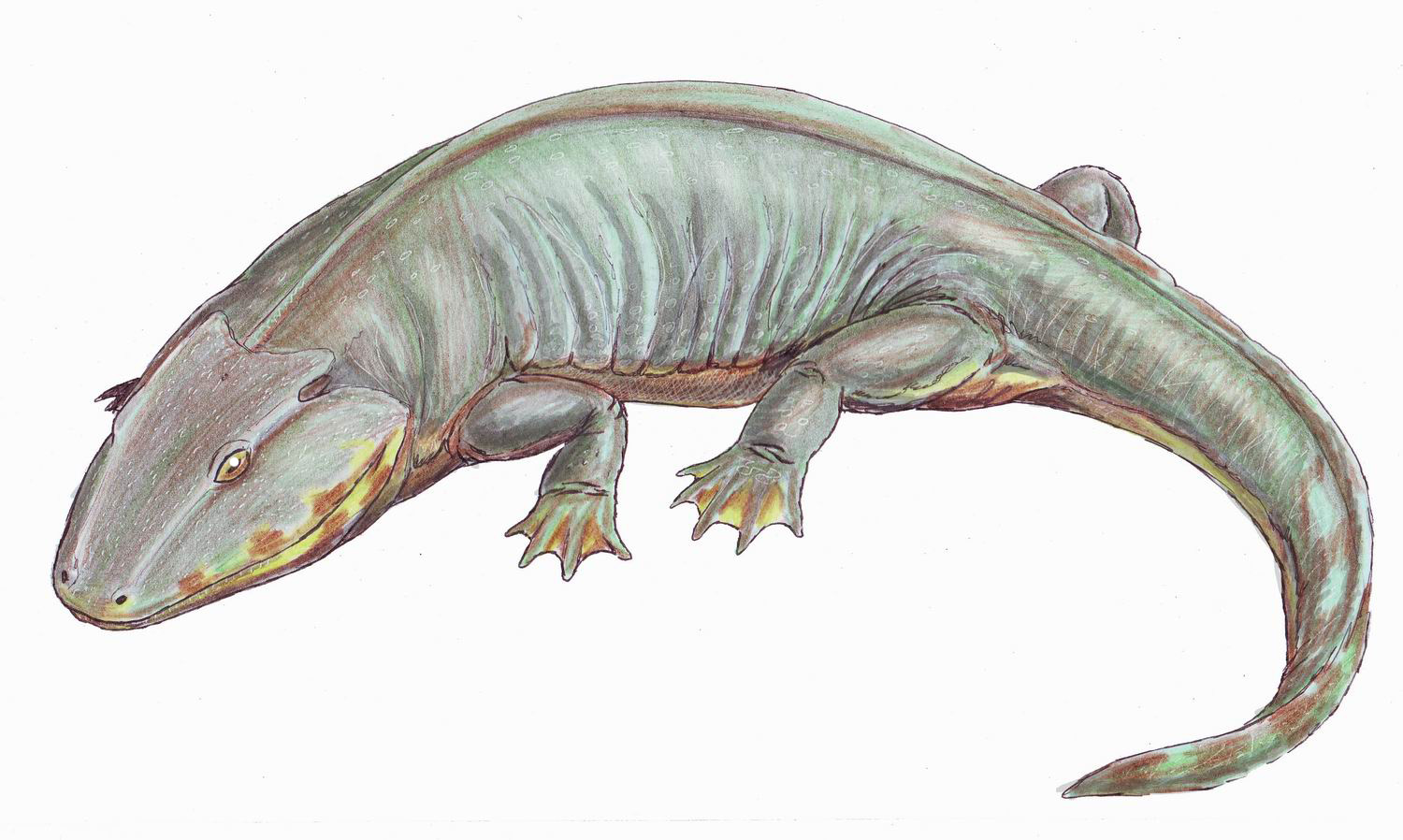
Sclerocephalus

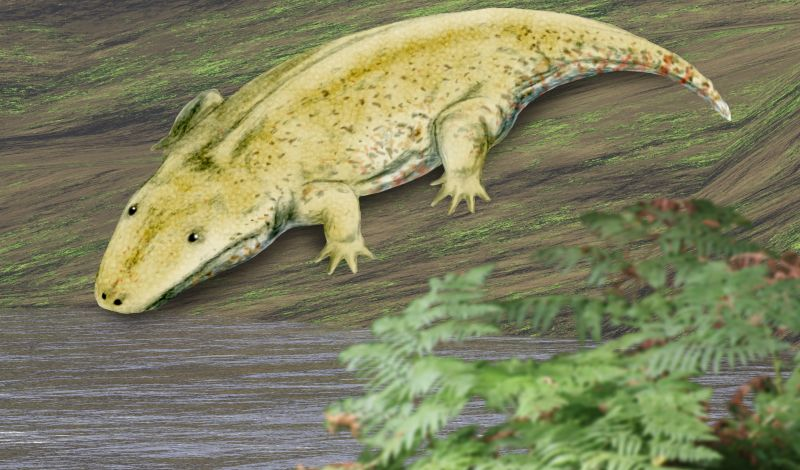
Saharastega

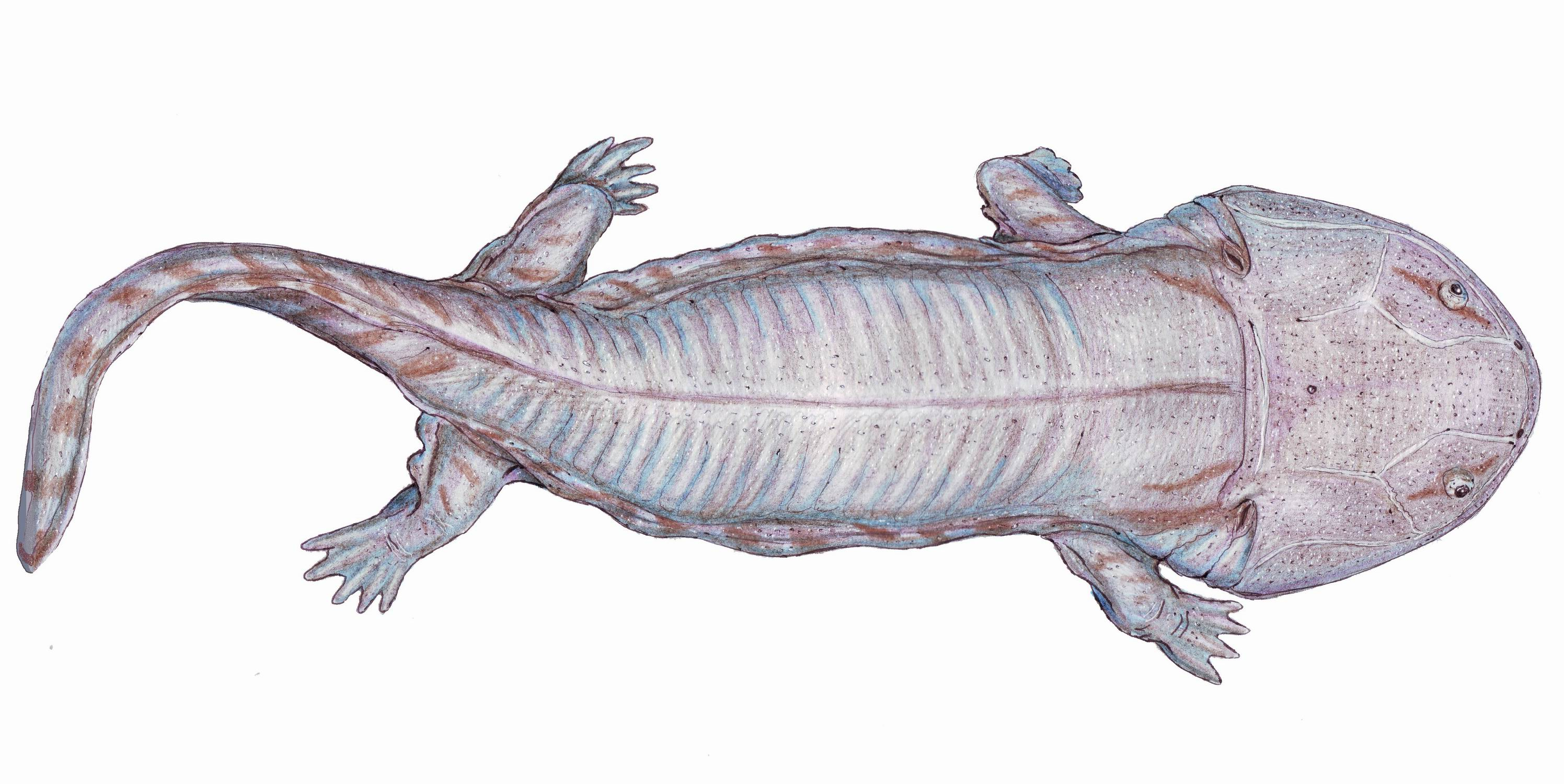
Siderops

- Saevesoederberghia
- Saharastega
- Salamandra
- Sanyanlichan
- Saltenia
- Sassenisaurus
- Sauravus
- Sauropleura
- Saxonerpeton
- Scapherpeton
- Schoenfelderpeton
- Scincosaurus
- Sclerocephalus
- Sclerothorax
- Scotiphryne
- Seminobatrachus
- Seymouria
- Shelania
- Shirerpeton
- Shomronella
- Siderops
- Sillerpeton
- Sinerpeton
- Sinobrachiops
- Sinostega
- Singidella
- Slaugenhopia
- Sparodus
- Spondylophryne
- Stanocephalosaurus
- Stegops
- Stegotretus
- Stenotosaurus
- Stoschiosaurus
- Subcyclotosaurus
- Syndyodosuchus
- Syphonidon

## T

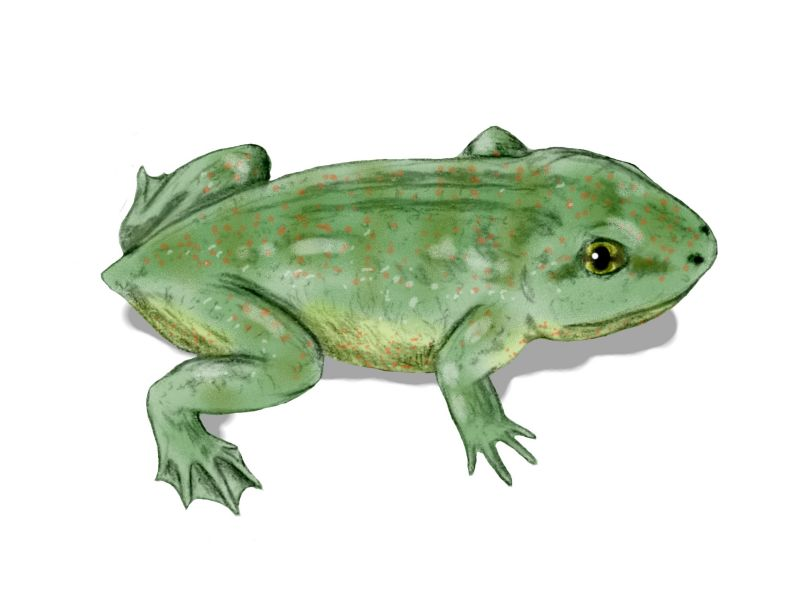
Triadobatrachus

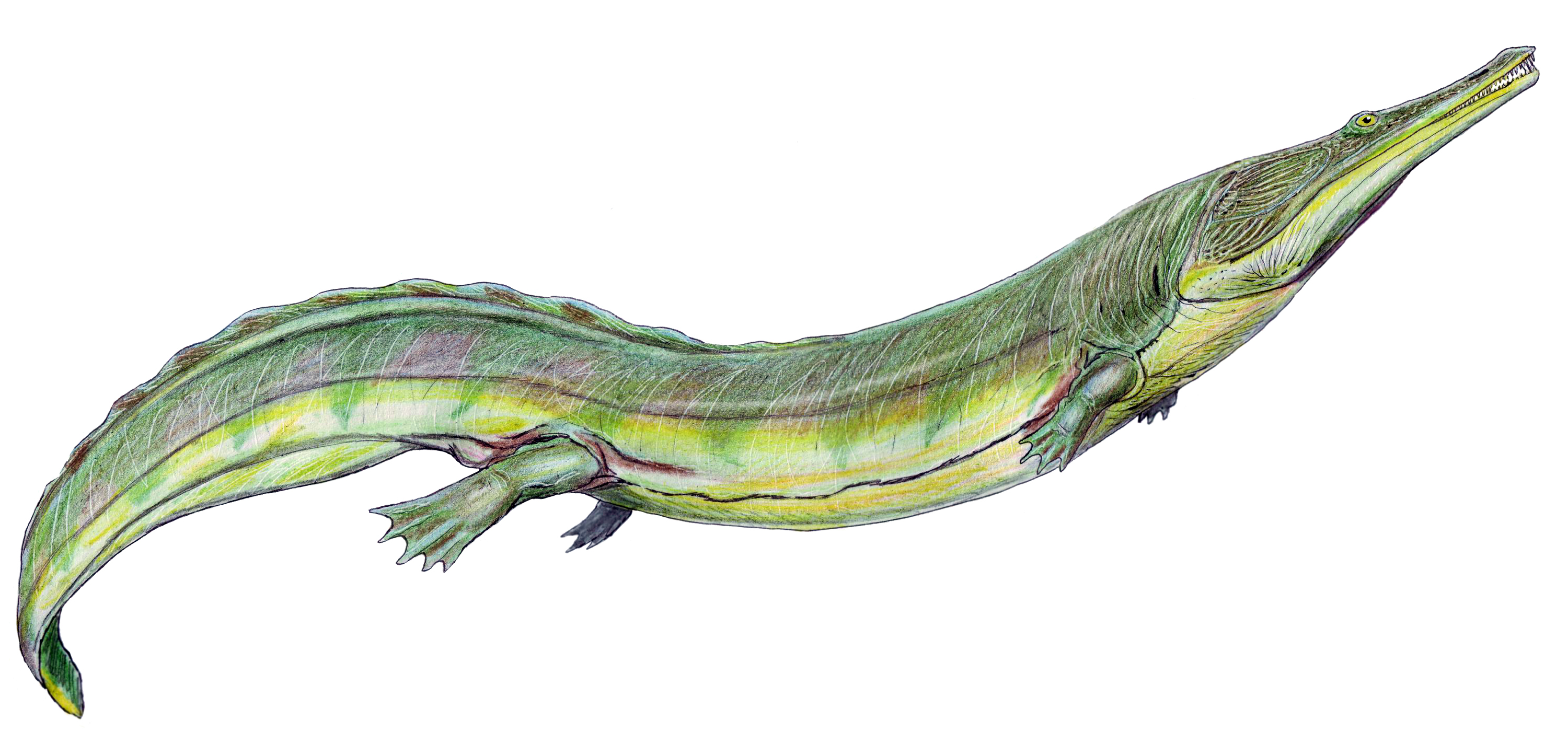
Trematosaurus

- Tambachia
- Tambaroter
- Taphrognathus
- Tatrasaurus
- Tersomius
- Tertrema
- Tertremoides
- Thabanchuia
- Theatonius
- Thoosuchus
- Thoraciliacus
- Tirraturhinus
- Trachystegos
- Trematolestes
- Trematosaurus
- Trematosuchus
- Trematotegmen
- Triadobatrachus
- Trihecaton
- Trimerorhachis
- Trucheosaurus
- Tryphosuchus
- Tuditanus
- Tungussogyrinus
- Tupilakosaurus

## U
- Uranocentrodon
- Urocordylus
- Utaherpeton

## V
- Valdotriton
- Vanastega
- Ventastega
- Vieraella
- Vigilius
- Volgasaurus
- Volgasuchus
- Vulcanobatrachus

## W

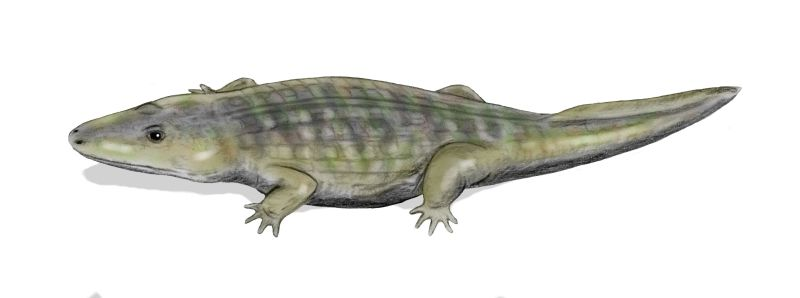
Wetlugasaurus

- Wantzosaurus
- Watsonisuchus
- Wealdenbatrachus
- Wellesaurus
- Wetlugasaurus
- Whatcheeria

## X
- Xenobrachyops
- Xenotosuchus
- Xestorrhytias

## Y
- Yarengia
- Ymeria
- Yuanansuchus
- Yizhoubatrachus

## Z

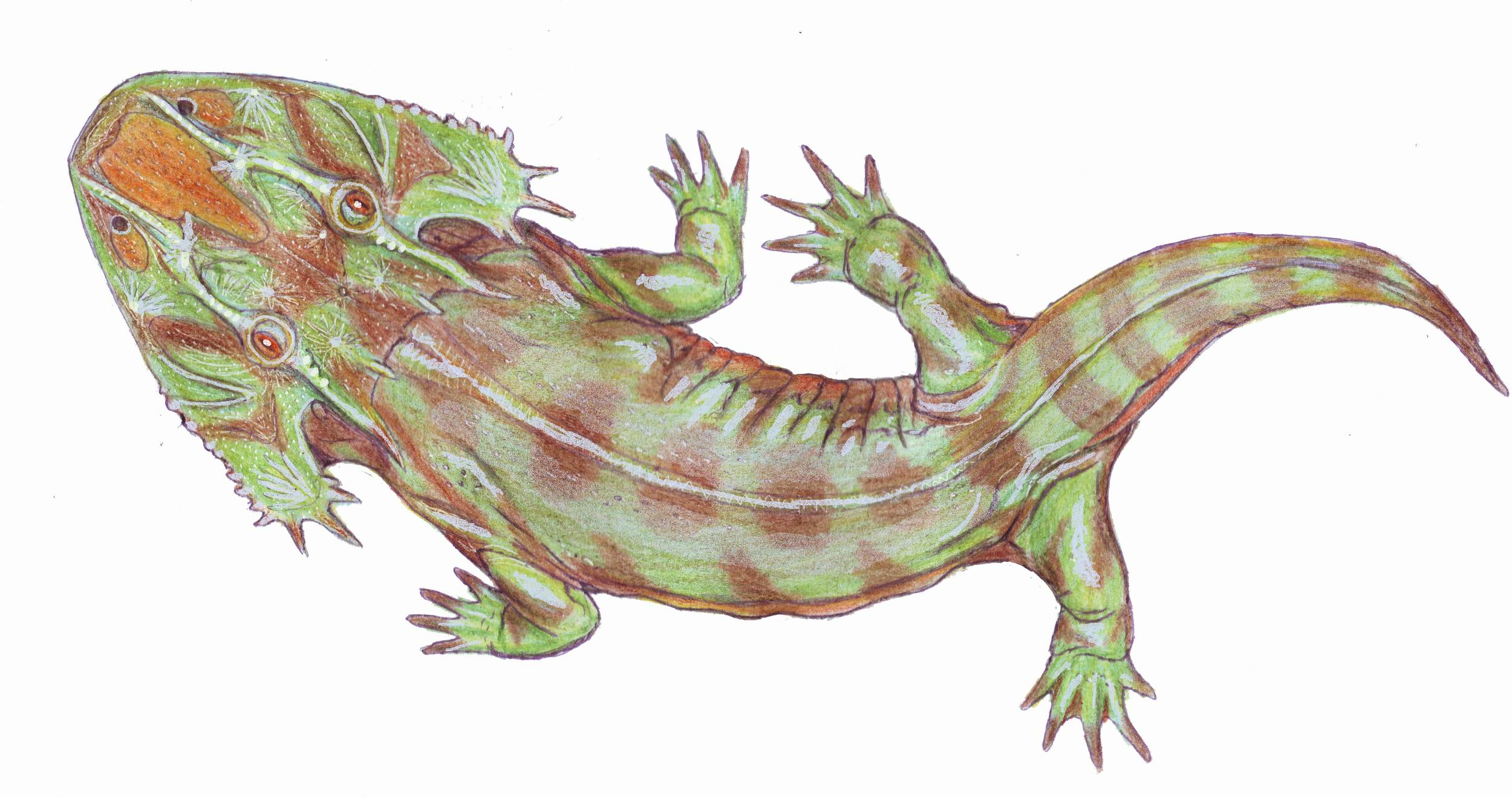
Zatrachys

- Zaphrissa
- Zatrachys
- Zygosaurus